# Чемпионат мира по биатлону 1982
19-й чемпионат мира по биатлону во второй раз прошёл в спорткомплексе «Раубичи» под Минском с 10 по 14 февраля 1982 года.

## Мужчины

### Спринт 10 км
| Место | Страна   | Спортсмен         | Время   | Стрельба |
| ----- | -------- | ----------------- | ------- | -------- |
| 1     | Норвегия | Эйрик Квальфосс   | 33:03.2 | 1+1      |
| 2     | ГДР      | Франк Ульрих      | 33:09.1 | 0+1      |
| 3     | СССР     | Владимир Аликин   | 33:21.6 | 2+0      |
| 4     | Норвегия | Одд Лирхус        | 33:27.1 | 0+2      |
| 5     | Болгария | Владимир Величков | 33:47.1 | 0+0      |
| 6     | СССР     | Владимир Барнашов | 33:52.3 | 1+0      |
| ...   | ...      | ...               | ...     | ...      |
| 10    | СССР     | Анатолий Алябьев  | 34:07.5 | 1+0      |
| 11    | СССР     | Альгимантас Шална | 34:11.0 | 1+1      |

### Индивидуальная гонка на 20 км
| Место | Страна   | Спортсмен         | Время     | Стрельба |
| ----- | -------- | ----------------- | --------- | -------- |
| 1     | ГДР      | Франк Ульрих      | 1:07:17.0 | 1+1+0+0  |
| 2     | Норвегия | Эйрик Квальфосс   | 1:07:50.3 | 0+0+1+1  |
| 3     | Норвегия | Терье Крокстад    | 1:10:48.6 | 0+3+1+1  |
| ...   | ...      | ...               | ...       | ...      |
| 7     | СССР     | Виктор Семёнов    | 1:12:15.5 | 0+1+1+1  |
| 13    | СССР     | Владимир Аликин   | 1:13:13.8 | 5+2+0+0  |
| 14    | СССР     | Альгимантас Шална | 1:13:16.8 | 1+2+2+3  |
| 25    | СССР     | Владимир Барнашов | 1:15:06.9 | 0+3+1+4  |

### Эстафета 4 Х 7,5 км
| Место | Страна   | Спортсмен                                                         | Время     | Стрельба |
| ----- | -------- | ----------------------------------------------------------------- | --------- | -------- |
| 1     | ГДР      | Франк Ульрих Матиас Юнг Матиас Якоб Бернд Хельмих                 | 1:39:45.2 | …        |
| 2     | Норвегия | Эйрик Квальфосс Хьелль Сёбак Одд Лирхус Рольф Сторсвен            | + 01:07.8 | …        |
| 3     | СССР     | Владимир Аликин Анатолий Алябьев Владимир Барнашов Виктор Семёнов | + 01:24.3 | …        |

## Зачет медалей
| Место | Страна   | Золото | Серебро | Бронза | Итого |
| ----- | -------- | ------ | ------- | ------ | ----- |
| 1     | ГДР      | 2      | 1       | 0      | 3     |
| 2     | Норвегия | 1      | 2       | 1      | 4     |
| 3     | СССР     | 0      | 0       | 2      | 2     |